# Ноннот, Клод-Франсуа
Клод-Франсуа Ноннот, Клод-Адриан Ноннот (фр. Claude-Adrien Nonnotte; 29 июля 1711, Безансон — 3 сентября 1793, Ду, Бургундия — Франш-Конте) — французский католический священник, иезуит, проповедник, полемист, духовный писатель
. Член Академии наук, художественной литературы и искусства Безансона и Франш-Конте.

## Биография
Брат художника Доната Нонотта.
В 19-летнем возрасте вступил в орден иезуитов. Проповедовал в Амьене, Версале и Турине. Известен многолетней полемикой с Вольтером, который в 1754 году опубликовал «Очерк нравов и духа народов» («Essai sur les mœurs et l’esprit des nations»). Церковь сочла его нападением на христианство, а К. Ф. Ноннот опубликовал анонимно работу «Критическое исследование или опровержение очерка нравов» («Examen critique ou Réfutation du livre des mœurs»); и когда Вольтер закончил свою публикацию (1758), Ноннот отредактировал свою книгу и переиздал её в Авиньоне (2 т., 1762), пытаясь опровергнуть все ошибки в истории и учении, которые отметил в работе Вольтера.
Эта работа выдержала шесть переизданий. Вольтер ответил на неё в своём «Историческом просвещении» («Éclaircissements historiques»), эта полемика между Вольтером и К. Ф. Ноннотом продолжалась в течение двадцати лет.
Просто, спокойно и беспристрастно К. Ф. Ноннот критически относился ко всем историческим и доктринальным ошибкам, содержавшимся в работах Вольтера.
Вольтер в своих сочинениях использовал в сатирическом смысле слегка изменённое имя своего противника «Nonotte». Раздражённый, он с сарказмом, оскорблением или клеветой в течение двадцати лет продолжал нападать на К. Ф. Ноннота.
В 1762 году К. Ф. Ноннот опубликовал свою самую известную работу «Ошибки Вольтера» («Erreurs de Voltaire»). В 1769 году издал третий том под названием «Дух Вольтера».
Сочинения К. Ф. Ноннота были переведены с французского на итальянский, немецкий, польский и португальский языки.

## Избранные сочинения
- Les Erreurs de Voltaire, nommé par la suite: Examen critique ou Réfutation du livre des mœurs Fez, Avignon, 1762, 2 volumes in 12°, XXXII, 344 et 297 p.
- Lettre à un ami sur les honnêtetés littéraires, (1766)
- Les erreurs de Voltaire, nouvelle édition, revue, corrigée, augmentée, avec la réponse aux éclaircissements historiques et aux additions de Voltaire, Compagnie des libraires, Amsterdam,1766, in-8°, (2),48, 536, (4), (2), 475 et (2) S.
- Dictionnaire philosophique de la religion, (1772)
- L´emploi de l´argent, (1787)
- Le gouvernement des paroisses, (1802 édition posthume)
- Les philosophes des trois premiers siècles de l´église, Gauthier, Besancon, 1819 édition posthume, in-12°, 480 p.